# Chase-Gruft

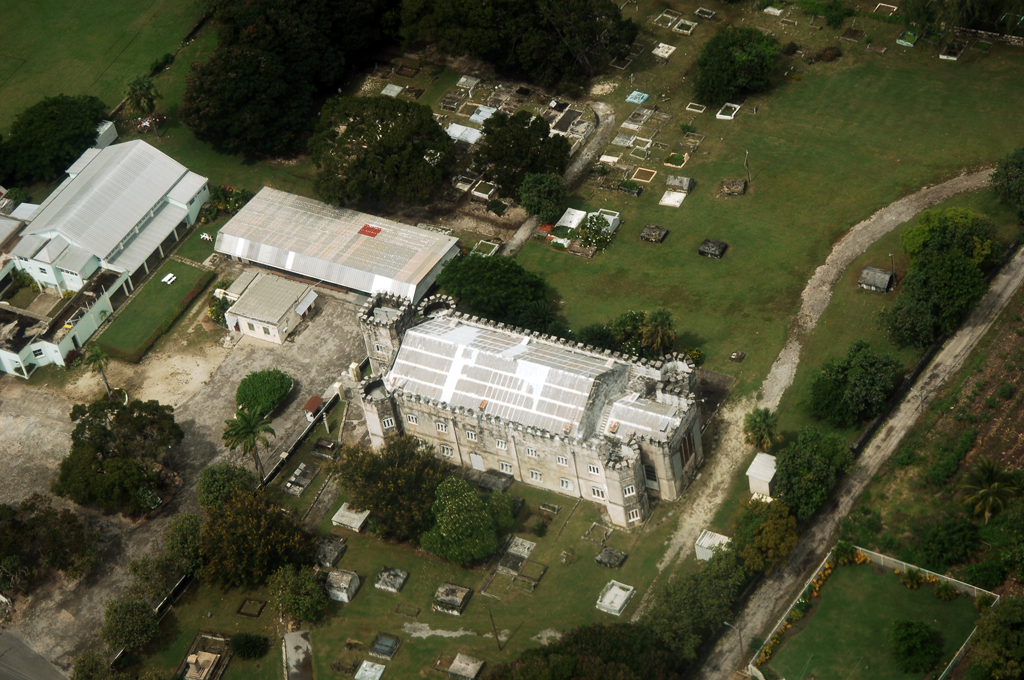
Christ Church Parish Church

Die Chase-Gruft (engl. Chase Vault) ist eine Grabstätte auf dem Friedhof der Christ Church Parish Church im Christ Church Parish, Barbados.
Die Gruft ist nach der Familie Chase benannt, die sie 1807 errichten ließ. Sie wurde unterhalb der Bucht von Oistin in den Kalkfelsen einer Landzunge gebaut. Bis 1820 wurden sechs Familienmitglieder in der Gruft beigesetzt – allerdings fanden die Sargträger die Bleisärge bei jeder Beisetzung in einer anderen Position vor, als sie sie abgestellt hatten.
Gouverneur Lord Combermere beschloss daraufhin 1819, die Särge und die Gruft zu versiegeln und den Boden mit Sand zu bestreuen, um Eindringlinge durch Fußabdrücke zu erkennen. Im April 1820 ließ der Gouverneur die Gruft wieder öffnen: Das Siegel war unversehrt, aber einer der schweren Bleisärge lehnte an der Tür, und die anderen Särge waren wieder verschoben. Fußspuren im verstreuten Sand waren nicht zu finden.
Daraufhin wurde beschlossen, die Särge einzeln außerhalb der Gruft auf dem Kirchenfriedhof zu vergraben. Seitdem steht die Gruft leer.
Bis heute ist nicht geklärt, wer oder was für diese Ereignisse verantwortlich ist. Zu den gängigen Theorien gehören Vandalismus, Überschwemmungen, tektonische Plattenverschiebungen und Erdbeben. Viele vermuten aber auch übernatürliche Phänomene oder Voodoo dahinter. Einige Forscher gehen hingegen davon aus, dass die Freimaurer Gerüchte über die Gruft verbreitet haben. Lord Combermere war selbst Mitglied einer Loge. Seine Motive sind jedoch unbekannt.
Ähnliche Vorfälle wurden von der älteren Williams-Gruft berichtet.